# Dobrovolný svazek obcí Pocidlinsko
Dobrovolný svazek obcí Pocidlinsko (DSO Pocidlinsko) je nástupnickou organizací Svazku obcí Cidlina, Svazku obcí Novobydžovsko a spolku Region Společná Cidlina, který dva předchozí svazky obcí spojoval.

## Historie
Vznik dobrovolných svazků obcí vychází z aktivity Svazu měst a obcí ČR, který v roce 2015 tuto aktivitu spustil s cílem posílit meziobecní spolupráci. Centrum společných služeb (tzv. CSS), které aktivity dobrovolného svazku obcí koordinuje, vzniklo v případě DSO Pocidlinsko 25. července 2016 v Nepolisech, sídle DSO Pocidliní. První akční plán svazku obcí byl schválen na období 2016 - 19.

## Činnost
DSO Pocidlinsko se zaměřuje především na systematický a efektivní rozvoj svého území, ochranu a prosazování společných zájmů členských obcí a jejich spolupráci zejména v těchto aktivitách:
- propagace svazku a jeho zájmového území,
- koordinace významných investičních akcí v zájmovém území,
- koordinace územního plánování v zájmovém území,
- oblast sociální péče,
- správa shromažďování a odvozu komunálních odpadů,
- ochrana veřejného pořádku,
- rozvoj cestovního ruchu,
- podpora podnikání,
- vytváření a zmnožování společného majetku svazku,
- zastupování členů svazku při jednáních o společných věcech se třetími osobami,
- zajištění dopravní obslužnosti,
- odvádění a čištění odpadních vod,
- společné nákupy energií,
- administrativní činnosti,
- podpora regionálních partnerů v území zabývajících se rozvojem regionu.

## Členské obce
Členy DSO Pocidlinsko jsou následující obce (interaktivní mapa zde:):
- Babice
- Barchov
- Hlušice
- Humburky
- Chudeřice
- Chulmec nad Cidlinou
- Káranice
- Kosice
- Kosičky
- Kobylice
- Králíky
- Lužec nad Cidlinou
- Lišice
- Lovčice
- Měník
- Mlékosrby
- Myštěves
- Nepolisy
- Nové Město
- Nový Bydžov
- Ohnišťany
- Olešnice
- Petrovice
- Písek
- Prasek
- Převýšov
- Sekeřice
- Skřivany
- Sloupno
- Smidary
- Stará Voda
- Starý Bydžov
- Šaplava
- Vinary
- Zachrašťany
- Zdechovice
- Žlunice